# Janez Dolenc
Ta stran opisuje literarnega zgodovinarja in slavista Janeza Dolenca. Za gradbenega inženirja z istim imenom glej Janez Dolenc (gradbenik)‎.
Janez Dolenc, slovenski literarni zgodovinar, učitelj slovenščine in planinec, * 5. september 1926, Četena Ravan v Poljanski dolini, † 4. april 2012, Tolmin.

## Življenje in delo
Leta 1937 se je vpisal na kranjsko gimnazijo, vendar je nemška okupacija Slovenije za več let prekinila njegovo šolanje, saj je bil interniran v Dachau. Tako je maturiral šele leta 1950 na ljubljanski realki. Izobraževalno pot je nadaljeval na Oddelku za slovanske jezike in književnosti Filozofske fakultete v Ljubljani, kjer je leta 1952 prejel študentsko Prešernovo nagrado za nalogo z naslovom Pripovedi poljanskega narečja. Diplomiral je leta 1957, naslednje leto pa se je zaposlil kot profesor slovenščine na učiteljišču v Tolminu. Tu je deloval 30 let, poleg tega je v letih od 1979 do 1989 kot višji predavatelj predaval metodiko slovenskega jezika in mladinsko književnost v enoti ljubljanske Pedagoške akademije v Novi Gorici.
Že od srednješolskih let se je ukvarjal z raziskovanjem vsega rovtarskega področja od Bovca do Škofje Loke – tako ljudskega izročila kot kulturnih delavcev in njihovega dela. Zelo rad je tudi zahajal (z dijaki in študenti) po okoliških hribih. Objavljal je v Loških razgledih, Goriškem vestniku, Jeziku in slovstvu, Traditionesu, publikacijah ZRC SAZU, uredil je Tolminski zbornik leta 1975 in Potresni zbornik leta 1980. Napisal je dve monografiji: o Simonu Gregorčiču leta 1989, o Francetu Bevku leta 1990, poleg tega je v zbirki Zbrana dela slovenskih pesnikov in pisateljev uredil zbrano delo Ivana Preglja. Po upokojitvi se je ukvarjal z življenjem in delom Gregorja Kreka, prvega profesorja slovanske filologije na Univerzi v Gradcu. Na njegovo pobudo sta Inštitut za slovensko narodopisje pri ZRC SAZU in Inštitut za slavistiko na graški univerzi v sodelovanju s Slavističnim društvom Slovenije organizirala simpozij o Gregorju Kreku v Gradcu in na Četeni Ravni. Njegova bibliografija obsega preko 320 strokovnih člankov in razprav, leta 2006 je za svoje zbiralsko delo prejel Štrekljevo nagrado; 2011 pa za delo na področju slovstvene folklore Murkovo nagrado. Bil je tudi častni član slovenskega slavističnega društva.

## Izbrana bibliografija
- Rokovnjači v loškem pogorju. Planinski vestnik, št. 52 (1952), str. 129–131. (COBISS)
- Ljudsko izročilo o čarovništvu v naših krajih. Loški razgledi, št. 2 (1955), str. 157–163. (COBISS)
- Tolminski zbornik 1975 [urednik]. Tolmin: Kulturna skupnost Tolmin, 1975. (COBISS)
- Pripovedno izročilo v severnem poljanskem narečju [urednik]. Ljubljana: Slovenska akademija znanosti in umetnosti, 1977. (COBISS)
- Pripovedno izročilo v severnem poljanskem narečju. Traditiones, št. 4 (1977), str. 175–196. (COBISS)
- Aitiološke pripovedke z Bovškega. Goriški letnik, št. 6 (1979), str. 37–45. (COBISS)
- Potres kot motiv v slovenski književnosti. Potresni zbornik (1980), str. 351–365. (COBISS)
- Potresni zbornik [urednik]. Tolmin: Temeljna kulturna skupnost: Odbor za ugotavljanje in odpravo posledic potresa, 1980. (COBISS)
- Alpske poskočnice v zapisu Simona Rutarja. Goriški letnik, št. 8 (1981), str. 49–54. (COBISS)
- Ljudske pesmi v zapisih, prepisih in razpravah Simona Rutarja. Goriški letnik, št. 9 (1982), str. 21–36. (COBISS)
- Košnja na Starem vrhu. Loški razgledi, št. 32, (1985), str. 128–132. Arhivirano 2016-03-18 na Wayback Machine. (COBISS)
- Oj ta soldaški boben ... Loški razgledi, št. 34 (1987), str. 293–301.[mrtva povezava] (COBISS)
- Tolminske pravljice [zbiratelj]. Ljubljana: Mladinska knjiga, 1989. (COBISS)
- Simon Gregorčič. Ljubljana: Partizanska knjiga, 1989. (COBISS)
- France Bevk: ob stoletnici rojstva. Ljubljana: Partizanska knjiga, 1990. (COBISS)
- Folklorne prvine v delih Joža Lovrenčiča. Goriški letnik, št. 18 (1991), str. 89–95 = Lovrenčičev zbornik. (COBISS)
- Ljudski pevec Pustotnik. Loški razgledi, št. 38 (1991), str. 248–253.[mrtva povezava] (COBISS)
- Zlati Bogatin: tolminske povedke. Ljubljana: Kmečki glas, 1992. (COBISS)
- Vojaški motivi v Gregorčičevi poeziji. Goriški letnik, št. 20/21 (1993/1994), str. 5–16. (COBISS)
- Delež Gregorja Kreka v prizadevanju za zbiranje in objavo slovenskih ljudskih pesmi. Traditiones, št. 24 (1995), str. 13–23. (COBISS)
- Delež Gregorja Kreka v prizadevanju za zbiranje in objavo slovenskih ljudskih pesmi. Ljubljana: Slovenska akademija znanosti in umetnosti, 1995. (COBISS)
- Koparjenje v okolici Starega vrha [zbiratelj]. Ljubljana: Slovenska akademija znanosti in umetnosti, 1996. (COBISS)
- Dva dokumenta o kaznovanju tolminskih puntarjev zaradi upora leta 1713. Tolminski zbornik, knj. 3 (1997), str. 95–112. (COBISS)
- Kozlov rob v ljudskem izročilu. Tolminski zbornik, knj. 3 (1997), str. 59–63. (COBISS)
- Kozlov rob v književnosti. Tolminski zbornik, knj. 3 (1997), str. 64–68. (COBISS)
- Spomenica tolminskih puntarjev za izpustitev iz ječ goriškega gradu. Goriški letnik, št. 24 (1998), str. 5–16. (COBISS)
- Jakob Fon kot zapisovalec in prepisovalec tolminske ljudske poezije. Goriški letnik, št. 25/26 (1998/1999), str. 23–44. (COBISS)
- Briški dijaki v Tolminu - zapisovalci briških ljudskih izročil. Briški zbornik, knj. 1 (1999), str. 411–432. (COBISS)
- Gregor Krek kot študent univerze v Gradcu. Loški razgledi, št. 46 (1999), str. 337–348.[mrtva povezava] (COBISS)
- Neznani stari zapisi tolminskih ljudskih izročil. Ljubljana: SAZU, 1999. (COBISS)
- Kres na Grebljici: povedke z Loškega pogorja. Ljubljana: Kmečki glas, 2000. (COBISS)
- O mojem ukvarjanju s Pregljem in o njegovih baladah v prozi. Primorska srečanja št. 236 (2000), str. 866–868. (COBISS)
- Ob dvestoti knjigi zbranih del slovenskih pesnikov in pisateljev. Primorska srečanja, št. 231/232 (2000), str. 615–616. (COBISS)
- Habilitacija dr. Gregorja Kreka na graški univerzi. Loški razgledi, št. 48 (2001), str. 39–49.[mrtva povezava] (COBISS)
- Frančišek Borgija Sedej kot zbiralec pesmi in pripovedi v cerkljanskem narečju. Koledar (2002), str. 63–68. (COBISS)
- Ivan Pregelj: Zbrano delo [urednik]. Maribor: Litera, 2002–<2005>. (COBISS)
- Kmečko delo in šege skozi leto med obema vojnama v Izgorju. Traditiones, št. 1 (2004), str. 239–252. (COBISS)
- Nove zbirke v prenovljenem tolminskem muzeju. Mohorjev koledar (2004), str. 133–140. (COBISS)
- Tolminski muzej v Coroninijevi graščini. Koledar (2004), str. 79–83. (COBISS)